# Hermann Brust
Hermann Brust (* 11. Oktober 1907 in Soest; † 28. November 1942 in Winterstall bei Jaschkul, Sowjetunion) war ein deutscher Landwirt und nationalsozialistischer Funktionär, der als Landeskulturwalter in Personalunion ab 1937 das Reichspropagandaamt im Gau Westfalen-Süd in Bochum leitete.
Er war zunächst als Landwirt tätig und trat zum 1. September 1930 der NSDAP bei (Mitgliedsnummer 294.587). Als 1937 in Bochum das Reichspropagandaamt aus der Landesstelle Westfalen-Süd des Reichspropagandaministeriums gebildet wurde, übernahm er dessen Leitung. Brust stand auf der Einheitsliste (Liste des Führers) zur Reichstagswahl 1938, zog aber nicht in den Reichstag ein.